# Cemitério Judaico (Lambsheim)

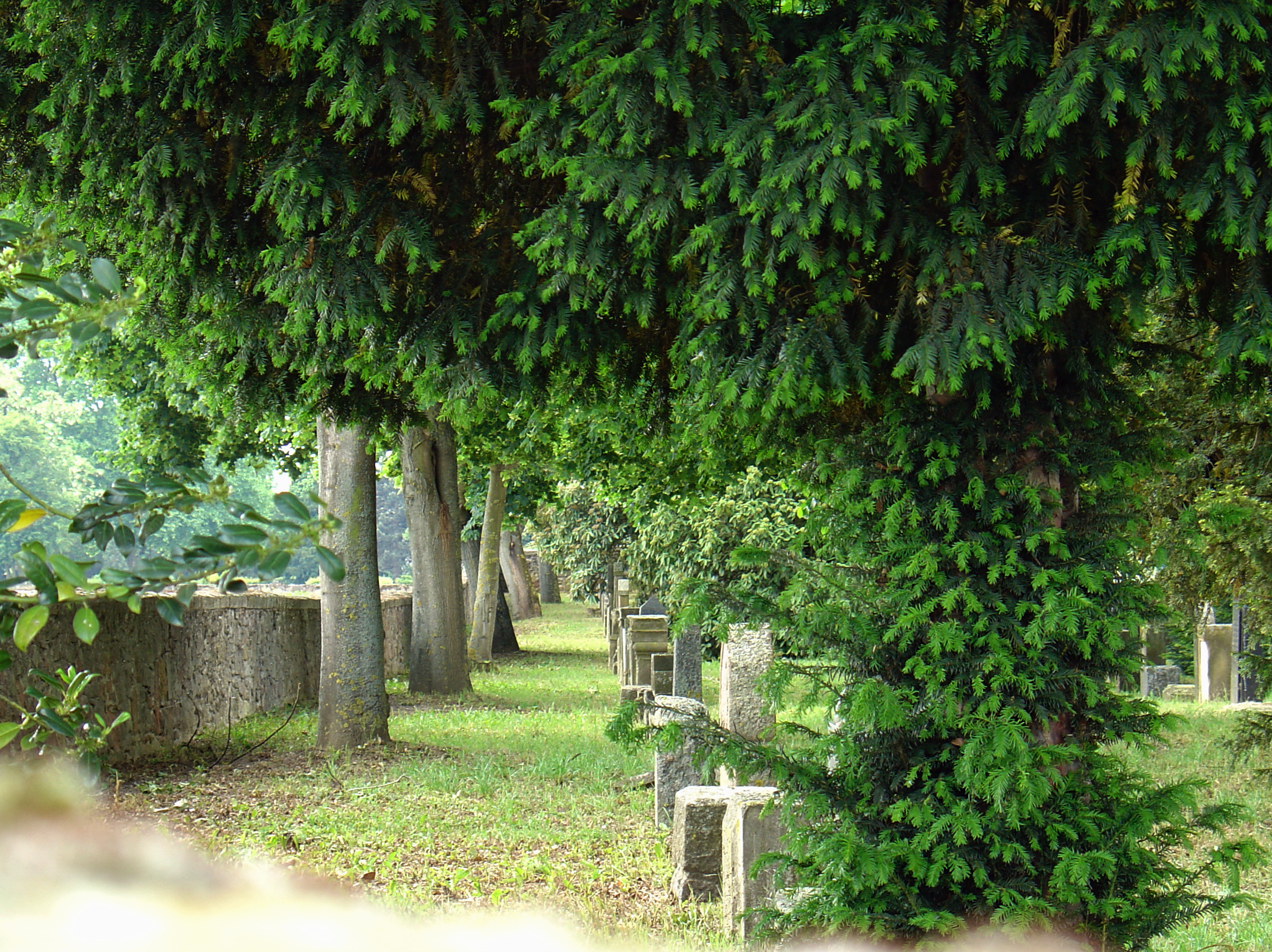
Cemitério Judaico em Lambsheim

O Cemitério Judaico (Lambsheim) (lang-de|Jüdische Friedhof em Lambsheim}}), um município local no Distrito do Reno-Palatinado na Renânia-Palatinado, foi construído em 1822. O cemitério judaico de 14,80 ares está localizado a cerca de 200 m ao norte do cemitério municipal na Friedhofstraße.
O cemitério foi ampliado em 1856. Também foi ocupado pelas famílias judias que viviam em Weisenheim am Sand. O último enterro ocorreu em 1937. 147 matzevas foram preservadas até a atualidade.